# 1157 en santé et médecine
| Années de la santé et de la médecine : 1154 - 1155 - 1156 - 1157 - 1158 - 1159 - 1160    |
| Décennies de la santé et de la médecine : 1120 - 1130 - 1140 - 1150 - 1160 - 1170 - 1180 |

Cet article présente les faits marquants de l'année 1157 en santé et médecine.

## Fondations
- Henri le Libéral, comte de Champagne,  fonde  à Troyes un hôtel-Dieu placé sous le patronage de saint Étienne et qui, en 1214, sera renommé Hôtel-Dieu-le-Comte[1].
- Un hôpital de l'ordre de Saint-Lazare est attesté à Pavie, en Lombardie, dans une charte de donation de Gislenzone Salimbene et ses fils « aux malades de Saint-Lazare, à leur maison et à leur église[2] ».
- Vers 1157 : premier établissement en Angleterre de l'ordre lépreux de Saint-Lazare grâce à un don de Roger de Mowbray[3].

## Publication
- L'écrivain persan Nizami Aruzi (en) (fl. 1110-1161) publie ses « Quatre Discours » (Chahar maqala), dont le dernier porte sur la médecine[4],[5].

## Personnalités
- 1156 ou 1157 : fl. Almon, « flebotomus » (« saigneur ») de l'abbaye de Saint-Maur des Fossés[6].
- Fl. à Lodève, en Languedoc, Brémond, médecin originaire de Narbonne, dans la même province[6].

## Naissance
- Alexandre Neckam (mort en 1217), philosophe et naturaliste anglais, influencé par les écrits du médecin italien Urso de Salerne (en) († 1225) sur la théorie humorale et, en particulier, par son De commixtionibus elementorum (« Des [différents] mélanges des [quatre] éléments[7],[8] »).